# Xamarin
Xamarin es una compañía de software estadounidense, adquirida por Microsoft y con sede principal en San Francisco (California), fundada en mayo de 2011 por Nat Friedman y Miguel de Icaza (que iniciaron el Proyecto Mono). Con un código compartido del lenguaje de programación C#, los desarrolladores de software pueden usar las herramientas de Xamarin para escribir aplicaciones móviles nativas para Android, iOS y Windows, y compartir código a través de múltiples plataformas, incluyendo Windows y macOS.

## Historia
En junio de 2000, Microsoft anunció por primera vez su .NET Framework. Miguel de Icaza, de Ximian, comenzó a investigar si era factible una versión para Linux. Posteriormente, el proyecto Mono se lanzó el 19 de junio de 2001. Novell adquirió Ximian el 4 de agosto de 2003.
Después de la subsiguiente adquisición de Novell por Attachmate en abril de 2011, Attachmate anunció el despido de al menos unos 800 trabajadores de Novell, incluyendo a desarrolladores de Mono, poniendo así en cuestión el futuro del proyecto.
El 16 de mayo de 2011, Miguel de Icaza anunció en su blog que Mono se desarrollaría y se soportaría en Xamarin, empresa que planeaba lanzar una serie de productos para dispositivos móviles. De acuerdo con De Icaza, al menos una parte del equipo original de Mono se había movido ya a la nueva compañía.
Sin embargo, en julio de 2011, Novell, entonces una subsidiaria de Attachmate, anunció que concedería una licencia perpetua a Xamarin para Mono, MonoTouch y Mono para Android. De esta forma, Xamarin tomaba la administración oficial del proyecto. En febrero de 2016 Microsoft anunció la compra de Xamarin.
Aproximadamente más de 15.000 organizaciones en todo el mundo han usado aplicaciones de Xamarin.
El soporte de Xamarin finalizó permanentemente el 1 de mayo de 2024, tras reemplazarlo con .NET MAUI